# Крістіна Ульсон
Крістіна Марія Ульсон (швед. Kristina Ohlsson; 2 березня 1979, Крістіанстад) — шведська політолог та письменниця. Автор романів про роботу правоохоронних органів Швеції. Серед її книг «Попелюшки», «Маргаритки», «Заручник», «Скляний будинок».

## Біографія
Крістіна Ульсон за фахом політолог. Працювала у відділі по боротьбі з тероризмом при ОБСЄ, а ще раніше — аналітиком у Поліції безпеки та міністерстві іноземних справ. Опублікувала перший роман у 2009 році. Книги К.Ульсон перекладені багатьма європейськими мовами.
Крістіна Ульсон удостоєна премії Stabilo. Також вона обрана членом Шведської академії детективу, яка двічі номінувала К.Ульсон на звання кращого автора. Шведське телебачення знімало серіал за першими трьома романами молодої письменниці.

## Публікації російською мовою
- Ульсон К. Золушки. — Иностранка, Азбука-Аттикус, 2013. — 416 с. — ISBN 9785389054202.
- Ульсон К. Маргаритки. — Иностранка,Азбука-Аттикус, 2013. — 416 с. — ISBN 9785389050327.
- Ульсон К. Стеклянный дом. — Иностранка, 2014. — 480 с. — ISBN 9785389074156.
- Ульсон К. Заложник. — Иностранка,Азбука-Аттикус, 2015. — 416 с. — ISBN 9785389074460.